# Liste der deutschen Justizminister
Justizminister ist dasjenige Mitglied einer Regierung, das für das Gerichtswesen des Staates verantwortlich ist.
In Deutschland war die erste gesamtdeutsche Regierung die Provisorische Zentralgewalt des entstehenden revolutionären Deutschen Reiches. Im Norddeutschen Bund (ab 1867) gab es noch keine oberste Behörde der Justiz. Diese entstand erst 1876 im Kaiserreich durch Ausgliederung aus dem Reichskanzleramt. Nach 1919 erhielten die Leiter der obersten Justizbehörde den Titel und Rang eines Ministers.

## Reichsminister der Provisorischen Zentralgewalt (1848/1849)

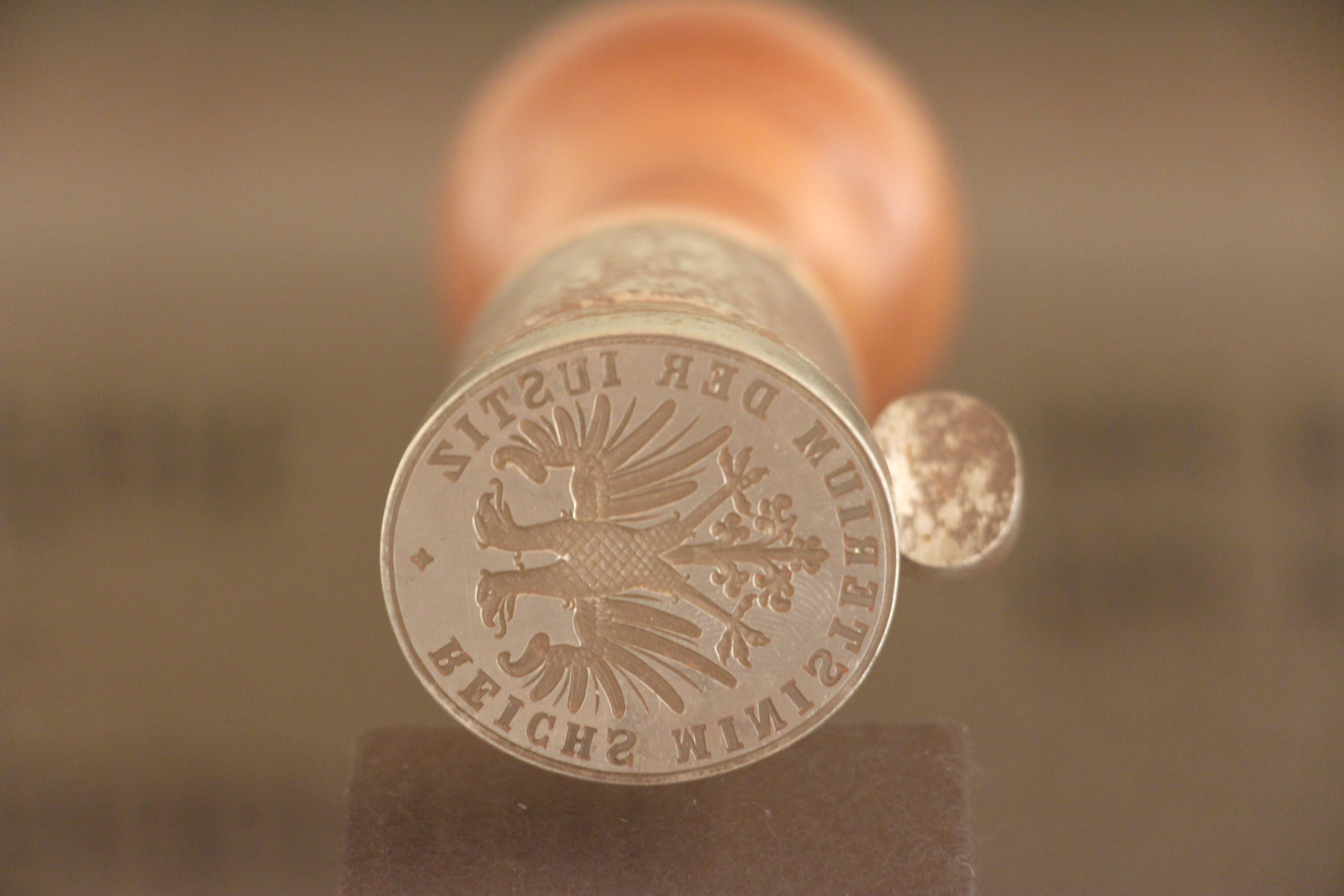
Stempel des Reichsjustizministeriums

| Name                    | Amtszeit (Beginn) | Amtszeit (Ende)   |
| ----------------------- | ----------------- | ----------------- |
| Johann Gustav Heckscher | 15. Juli 1848     | 9. August 1848    |
| Robert von Mohl         | 9. August 1848    | 16. Mai 1849      |
| Johann Hermann Detmold  | 16. Mai 1849      | 20. Dezember 1849 |

## Staatssekretäre des Reichsjustizamtes im Deutschen Kaiserreich (1876–1919)

Wappen des Deutschen Kaiserreiches

| Name                     | Amtszeit (Beginn) | Amtszeit (Ende)  |
| ------------------------ | ----------------- | ---------------- |
| Heinrich Friedberg       | 21. Dezember 1876 | 30. Oktober 1879 |
| Hermann von Schelling    | 19. November 1879 | 31. Januar 1889  |
| Otto von Oehlschläger    | 19. Februar 1889  | 2. Februar 1891  |
| Robert Bosse             | 2. Februar 1891   | 24. März 1892    |
| Eduard Hanauer           | 2. April 1892     | 30. April 1893   |
| Rudolf Arnold Nieberding | 11. Juli 1893     | 25. Oktober 1909 |
| Hermann Lisco            | 25. Oktober 1909  | 5. August 1917   |
| Paul von Krause          | 7. August 1917    | 13. Februar 1919 |

## Reichsminister der Justiz in der Weimarer Republik (1919–1933)

Wappen der Weimarer Republik bis 1928

| Name                | Amtszeit (Beginn) | Amtszeit (Ende)   | Partei            |
| ------------------- | ----------------- | ----------------- | ----------------- |
| Otto Landsberg      | 13. Februar 1919  | 20. Juni 1919     | SPD               |
| Eugen Schiffer      | 3. Oktober 1919   | 26. März 1920     | DDP               |
| Andreas Blunck      | 27. März 1920     | 8. Juni 1920      | DDP               |
| Rudolf Heinze       | 25. Juni 1920     | 4. Mai 1921       | DVP               |
| Eugen Schiffer      | 10. Mai 1921      | 22. Oktober 1921  | DDP               |
| Gustav Radbruch     | 26. Oktober 1921  | 14. November 1922 | SPD               |
| Rudolf Heinze       | 22. November 1922 | 12. August 1923   | DVP               |
| Gustav Radbruch     | 13. August 1923   | 3. November 1923  | SPD               |
| Erich Emminger      | 30. November 1923 | 15. April 1924    | BVP               |
| Curt Joël           | 15. April 1924    | 15. Dezember 1924 | -                 |
| Josef Frenken       | 15. Januar 1925   | 21. November 1925 | Zentrum           |
| Hans Luther         | 21. November 1925 | 5. Dezember 1925  | -                 |
| Wilhelm Marx        | 20. Januar 1926   | 12. Mai 1926      | Zentrum           |
| Johannes Bell       | 16. Mai 1926      | 17. Dezember 1926 | Zentrum           |
| Oskar Hergt         | 29. Januar 1927   | 12. Juni 1928     | DNVP              |
| Erich Koch-Weser    | 28. Juni 1928     | 13. April 1929    | DDP               |
| Theodor von Guérard | 13. April 1929    | 27. März 1930     | Zentrum           |
| Johann Viktor Bredt | 30. März 1930     | 5. Dezember 1930  | Wirtschaftspartei |
| Curt Joël           | 5. Dezember 1930  | 30. Mai 1932      | -                 |
| Franz Gürtner       | 1. Juni 1932      | 30. Januar 1933   | DNVP              |

## Reichsminister der Justiz im Nationalsozialismus (1933–1945)

Wappen Deutschlands während des Nationalsozialismus

| Name                 | Amtszeit (Beginn) | Amtszeit (Ende) | Partei |
| -------------------- | ----------------- | --------------- | ------ |
| Franz Gürtner        | 30. Januar 1933   | 29. Januar 1941 | -      |
| Franz Schlegelberger | 29. Januar 1941   | 20. August 1942 | NSDAP  |
| Otto Georg Thierack  | 20. August 1942   | 5. Mai 1945     | NSDAP  |
| Herbert Klemm        | 5. Mai 1945       | 23. Mai 1945    | NSDAP  |

## Bundesminister der Justiz in der Bundesrepublik Deutschland (seit 1949)

Wappen der Bundesrepublik

### Bundesminister der Justiz (1949–2013)
| Name                               | Amtszeit (Beginn)  | Amtszeit (Ende)   | Partei |
| ---------------------------------- | ------------------ | ----------------- | ------ |
| Thomas Dehler                      | 20. September 1949 | 20. Oktober 1953  | FDP    |
| Fritz Neumayer                     | 20. Oktober 1953   | 16. Oktober 1956  | FDP    |
| Hans-Joachim von Merkatz           | 16. Oktober 1956   | 29. Oktober 1957  | DP     |
| Fritz Schäffer                     | 29. Oktober 1957   | 14. November 1961 | CSU    |
| Wolfgang Stammberger               | 14. November 1961  | 19. November 1962 | FDP    |
| Ewald Bucher                       | 14. Dezember 1962  | 27. März 1965     | FDP    |
| Karl Weber                         | 1. April 1965      | 6. Oktober 1965   | CDU    |
| Richard Jaeger                     | 26. Oktober 1965   | 30. November 1966 | CSU    |
| Gustav Heinemann                   | 1. Dezember 1966   | 26. März 1969     | SPD    |
| Horst Ehmke                        | 26. März 1969      | 21. Oktober 1969  | SPD    |
| Gerhard Jahn                       | 22. Oktober 1969   | 7. Mai 1974       | SPD    |
| Hans-Jochen Vogel                  | 16. Mai 1974       | 22. Januar 1981   | SPD    |
| Jürgen Schmude                     | 22. Januar 1981    | 1. Oktober 1982   | SPD    |
| Hans A. Engelhard                  | 4. Oktober 1982    | 18. Januar 1991   | FDP    |
| Klaus Kinkel                       | 18. Januar 1991    | 18. Mai 1992      | FDP    |
| Sabine Leutheusser-Schnarrenberger | 18. Mai 1992       | 17. Januar 1996   | FDP    |
| Edzard Schmidt-Jortzig             | 17. Januar 1996    | 26. Oktober 1998  | FDP    |
| Herta Däubler-Gmelin               | 26. Oktober 1998   | 22. Oktober 2002  | SPD    |
| Brigitte Zypries                   | 22. Oktober 2002   | 28. Oktober 2009  | SPD    |
| Sabine Leutheusser-Schnarrenberger | 28. Oktober 2009   | 17. Dezember 2013 | FDP    |

### Bundesminister der Justiz und für Verbraucherschutz (2013–2021)
| Name                | Amtszeit (Beginn) | Amtszeit (Ende)  | Partei |
| ------------------- | ----------------- | ---------------- | ------ |
| Heiko Maas          | 17. Dezember 2013 | 14. März 2018    | SPD    |
| Katarina Barley     | 14. März 2018     | 27. Juni 2019    | SPD    |
| Christine Lambrecht | 27. Juni 2019     | 8. Dezember 2021 | SPD    |

### Bundesminister der Justiz (2021–2025)
| Name            | Amtszeit (Beginn) | Amtszeit (Ende)  | Partei    |
| --------------- | ----------------- | ---------------- | --------- |
| Marco Buschmann | 8. Dezember 2021  | 7. November 2024 | FDP       |
| Volker Wissing  | 7. November 2024  | 6. Mai 2025      | parteilos |

### Bundesminister der Justiz und für Verbraucherschutz (seit 2025)
| Name           | Amtszeit (Beginn) | Amtszeit (Ende) | Partei |
| -------------- | ----------------- | --------------- | ------ |
| Stefanie Hubig | 6. Mai 2025       | amtierend       | SPD    |

## Minister für Justiz in der Deutschen Demokratischen Republik (1949–1990)

Wappen der DDR

| Name                   | Amtszeit (Beginn) | Amtszeit (Ende)  | Partei |
| ---------------------- | ----------------- | ---------------- | ------ |
| Max Fechner            | 11. Oktober 1949  | 15. Juli 1953    | SED    |
| Hilde Benjamin         | 15. Juli 1953     | 14. Juli 1964    | SED    |
| Kurt Wünsche           | 14. Juli 1964     | 16. Oktober 1972 | LDPD   |
| Hans-Joachim Heusinger | 16. Oktober 1972  | 12. Januar 1990  | LDPD   |
| Kurt Wünsche           | 12. Januar 1990   | 16. August 1990  | LDPD   |
| Manfred Walther        | 16. August 1990   | 2. Oktober 1990  | CDU    |